# Fontanile Vascapine
Il fontanile Vascapine è un fontanile naturale situato nel territorio comunale di Caravaggio, nella parte meridionale della provincia di Bergamo, in Lombardia. Il fontanile si trova ad est della frazione di Masano, in un'area agricola caratterizzata dalla presenza delle cascine Purgatorio (poco più a nordovest) e Inferno (a sudovest).
Etimologicamente, il nome del fontanile (derivante da vasca pi(e)ne) ne rievoca l'abbondanza e la morfologia, che ricorda una grande vasca.
Le acque del fontanile Vascapine confluiscono nella Roggia Rognola, che poco più avanti lungo il proprio corso interseca il Fosso Bergamasco.

## Biomi
L'ambiente tipico delle Vascapine è il canneto, caratterizzato dalla presenza di specie poco comuni; la principale è il tuffetto (Tachybaptus ruficollis), che fra primavera ed estate è solito frequentare anse fluviali e piccoli specchi d'acqua caratterizzati da una flora palustre.
Oltre al tuffetto, le Vascapine ospitano anatre, cigni, oche del Campidoglio, gallinelle selvatiche, gazze marine e diverse specie di uccelli migratori.